# Mi padrino
Mi padrino es una película de comedia familiar mexicana de 1969, escrita y dirigida por Alfredo Zacarías, y protagonizada por Gaspar Henaine «Capulina» y Evita Muñiz «Evita». Esta es la única película en la que Capulina y Evita protagonizan juntos, aunque reaparecerían en El nano (1971).

## Argumento
Capulina es padrino de bautismo de muchos niños de su barrio. Un día, después de regresar de una larga temporada laboral en los Estados Unidos, se entera de que su compadre ha muerto y su ahijada Evita ahora vive con su padrastro, el cual organiza un concurso de canto para complacer a su amante. Ella ve que Evita es mejor que ella y la fastidia, pero Capulina la ayuda, descubriendo ante el padrastro las verdaderas intenciones de la amante.

## Reparto
- Gaspar Henaine como Capulina, padrino de Evita
- Evita Muñiz como Evita, ahijada de Capulina
- Víctor Junco como Carlos Gutiérrez, padrastro de Evita
- Jorge «Che» Reyes como Don Pablo
- Silvia Suárez como Novia de Carlos
- Linda Vera como Madre de bebé bautizado
- Delia Magaña como clienta del salón de belleza
- Celia Viveros como comadre de Capulina
- Amparito Arozamena como dueña del salón de belleza
- Mario García 'Harapos' como compadre de Capulina
- Miguel Ángel Sanromán como Domínguez, trabajador de Radio Mil y esposo de la clienta del salón de belleza
- Ricardo Adalid como sacerdote
- Carlos Bravo y Fernández 'Carlhillos' como portero de Radio Mil en estado de ebriedad
- Julián de Meriche como propietario de la grabadora de la compañía de radio
- Armando Acosta como operador de cabina de Radio Mil
- Nathanael León "Frankenstein" como recepcionista de Radio Mil
- Francisco Meneses como policía
- Rogelio Gaona
- Manolo Corcuera como Federico 'Quico', compañero de Evita